# 简家坡站
简家坡线路所，是汉丹铁路上的一座线路所，位于湖北省襄阳市襄州区东津镇简坡村，其前身为简家坡火车站，现已撤销拆除。

## 概况
简家坡线路所开通于2018年12月6日，因郑万高铁湖北段（现已并入郑渝高铁）建设需要，在襄阳市襄州区东津镇建立“东津铺轨基地”，以对铺架使用的长轨进行接驳存储。铺轨基地从汉丹铁路正线引出联络线，接轨点邻近简坡村简家坡火车站故址，故名简家坡线路所。该线路所的开设、道岔插入工程均在行驶动车的繁忙线路区间正线进行，全国范围内尚属首次。线路所不办理客货运业务，仅办理专用线取送车及区间闭塞。线路所共设道岔4组，无站台设施，仅有控制室一间（位于线左），专用线自上行方向（东向）向东南引出。
随着郑万高铁的开通，铺轨基地被改建为“襄阳东动车所”，专用线亦被阻断废弃，线路所已失去作用，再度撤销拆除。

## 火车站
简家坡线路所前身简家坡站，位于今线路所以西约500米处。车站始建于1966年，办理客货运业务，为四等站。2009年7月，因汉丹铁路二线建设而撤销。撤销前车站站场呈西东走向，有股道3条（其中正线1股，侧线2股），道岔4组，设站台1座，站房位于线右。